# Seshat

Seshat

Seshat (o Sešet, Safkhet, Sesat, Sashet, Sechat) è una divinità egizia della religione dell'antico Egitto. Era dea della scrittura, dell'aritmetica, delle progettazioni architettoniche di templi ed edifici reali e dell'architettura in generale, variamente venerata come moglie (oppure sorella o figlia) e paredra di Thot, il dio-ibis della scrittura, della conoscenza e della misurazione del tempo - di cui Seshat condivideva il patronato.
Veniva chiamata "Signora dei costruttori", "Dea dell'edilizia", "Fondatrice dell'architettura", "Signora delle stelle", "Signora dei libri", "Bibliotecaria celeste".

## Caratteristiche
Seshat godette di venerazione da parte degli scribi e della famiglia reale egizia fino al periodo tolemaico (323 a.C. - 30 a.C.), benché il suo culto fosse originario del periodo arcaico dell'Egitto (ca. 3150 a.C.). Il suo nome, che significa "la Scriba", compare già in reperti risalenti ai primordi della storia egizia, quando si credeva che assistesse il faraone in determinate cerimonie di fondazione:
| S29 | N37 | G1 | X1 | G7 |

Sš3t - (Seshat), talvolta abbreviato con l'enigmatico simbolo che le sormontava il capo:
| R20 |

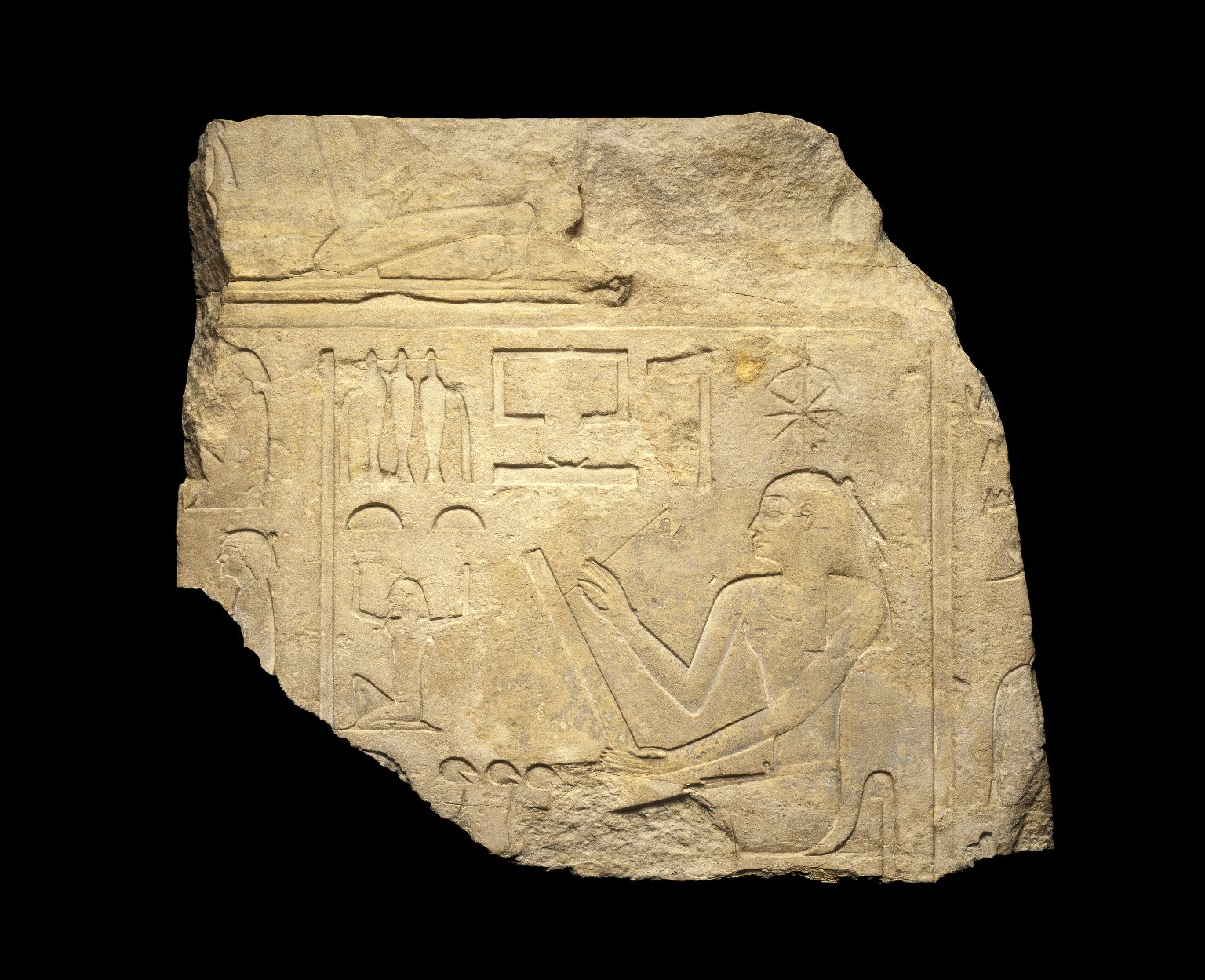
Frammento di pietra calcarea raffigurante la dea Seshat intenta alla scrittura. Brooklyn Museum, New York

Si ritiene che Seshat sia comparsa nell'immaginario religioso degli egizi in epoca preistorica, quando, con la nascita dell'agricoltura, si vide la necessità di una divinità che tutelasse i tracciati dei campi e la misurazione dei confini. In tal senso esiste al Museo egizio del Cairo un blocco di diorite (JE 33896) risalente alla fine della II dinastia (ca. 2720 a.C.), originariamente parte del portale di un tempio di Horus, su cui è possibile intravedere la dea Seshat e un faraone mentre colpiscono pali di recinzione per la fondazione di un tempio. 

Seshat era considerata una fra le più colte tra le varie divinità dell'Egitto, una sorta di divinità-maestra d'aritmetica, astronomia, astrologia e architettura, e per questo venerata dagli scribi nella Casa della vita (scuola medica e biblioteca dei grandi templi) di cui era la protettrice, pur essendo una divinità astratta. Era però, soprattutto, una divinità personale del faraone, incaricata di inscriverne il nome sul sacro albero ished per assicurarne l'immortalità. Non ebbe infatti un culto particolare al di fuori della famiglia reale, né templi a lei dedicati. Gli egizi credevano che Seshat custodisse gli Annali reali, ossia l'archivio dei rotoli di papiro dove annotava gli anni di regno di un sovrano e il suo destino. Benché fosse la controparte di Thot in quasi ogni sua caratteristica, la capacità di calcolare la lunghezza della vita di ogni uomo permette di associarla ad Anubi.

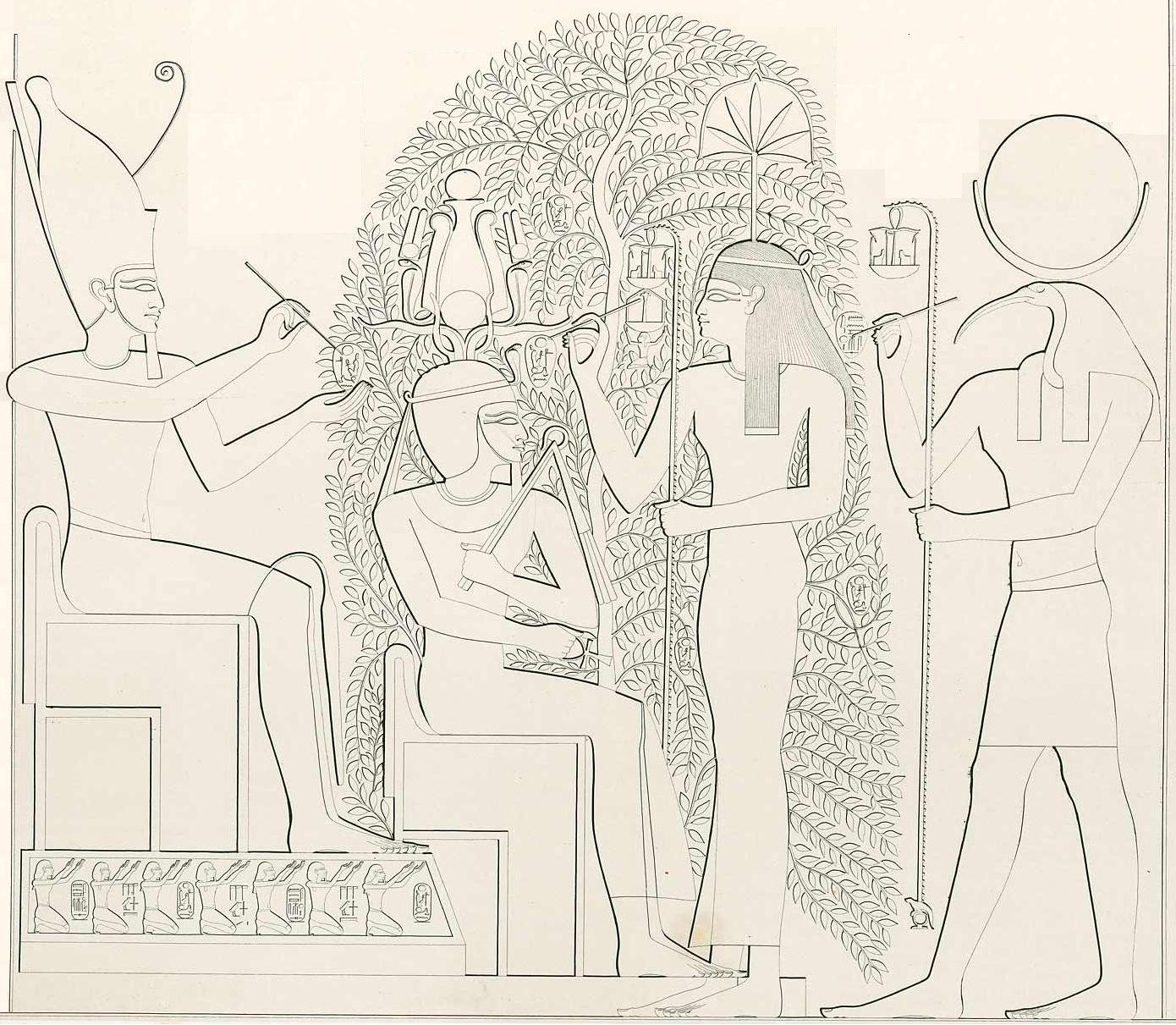
Atum, Seshat e Thot intenti a trascrivere il nome di Ramses II sul sacro albero "ished", su cui erano raccolti i nomi dei faraoni e che ne assicurava l'immortalità. Disegno di Karl Richard Lepsius tratto da una parete del Ramesseum

La tradizione e l'adorazione per questa dea egizia giunsero fino all'epoca tolemaica: sua devota fu la regina Cleopatra IV che, si diceva, fosse così colta e dotta da padroneggiare nove lingue, che avesse studiato architettura, matematica, astronomia e medicina presso la grande Biblioteca di Alessandria.

## Iconografia
Seshat veniva raffigurata con indosso una pelle di leopardo (o di pantera) le cui macchie nere venivano, a volte, rappresentate come stelle; inoltre poteva rappresentare la protezione della dea contro le belve feroci. Alla sua parrucca era fissato un alto arbusto a sette punte dalla natura dibattuta, che Sir Alan Gardiner descrisse come "un fiore stilizzato sormontato da corna": probabilmente l'albero ished della conoscenza e dell'immortalità terminante con una stella, o una rosetta, a sette petali racchiusa da due corna rovesciate a forma di compasso; altri studiosi l'hanno interpretato come un emblema della luce o della precisione. Era inoltre rappresentata mentre teneva in mano una foglia di palma, oppure intenta alla scrittura con uno stiletto e uno stelo di papiro.

## Rito "del tendere la corda"

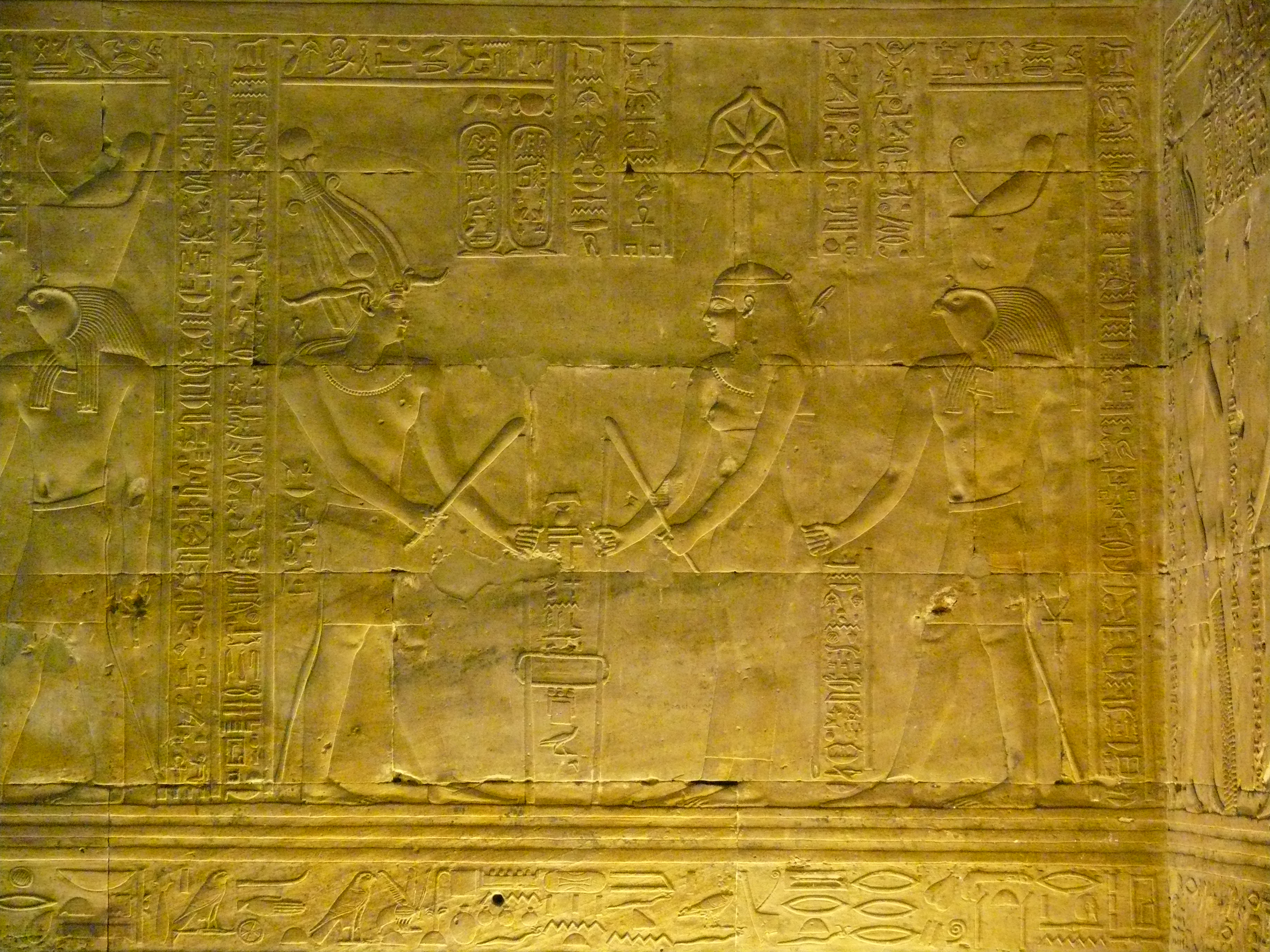
Rilievo raffigurante la dea Seshat, il sovrano Tolomeo III e Horus di Edfu durante il Rito "del tendere la corda".

Come "Signora dei costruttori", Seshat era considerata l'ispiratrice dei modelli dei nuovi templiː veniva perciò rappresentata in terra da una sacerdotessa che doveva comparire accanto al faraone ogni qual volta, durante la fondazione di un tempio, si doveva compiere il rito religioso detto "del tendere la corda", o "della tensione della fune", che serviva ad allineare l'asse dei quattro angoli dei futuri monumenti sacri, o delle piramidi, con le costellazioni. Il rito sembra risalire alla II dinastia, cioè al 2900 a.C. Il rito prevedeva che al tramonto, il faraone si recasse in abiti cerimoniali presso il sito designato per recitare alcune formule rituali e osservare, affiancato da sacerdoti astronomi, i movimenti delle stelle (nello specifico, individuava con precisione il nord facendo attenzione all'Orsa Maggiore); il giorno successivo avrebbe piantato i picchetti, teso le funi lungo gli assi previsti dal progetto architettonico e, infine, posizionata solennemente la prima pietra. Esistono raffigurazioni della cerimonia nei templi di Dendera ed Edfu; inoltre si può ipotizzare che esistesse già all'epoca della IV Dinastia e cioè all'atto della costruzione delle grandi piramidi di Giza. Iscrizioni sulle pareti dei grandi templi di Dendera ed Edfu, in cui il faraone parla in prima persona, commentano il rito: 
L'allineamento tra il faraone e la sacerdotessa che incarnava Seshat, era quello relativo alla messa a terra, tramite la corda, della stella Mizar (stella dell'Orsa Maggiore); recenti studi sembrano collegare tale rito all'allineamento con la stella Sirio (in egizio Sothis), considerata dagli egizi la stella di Horus.

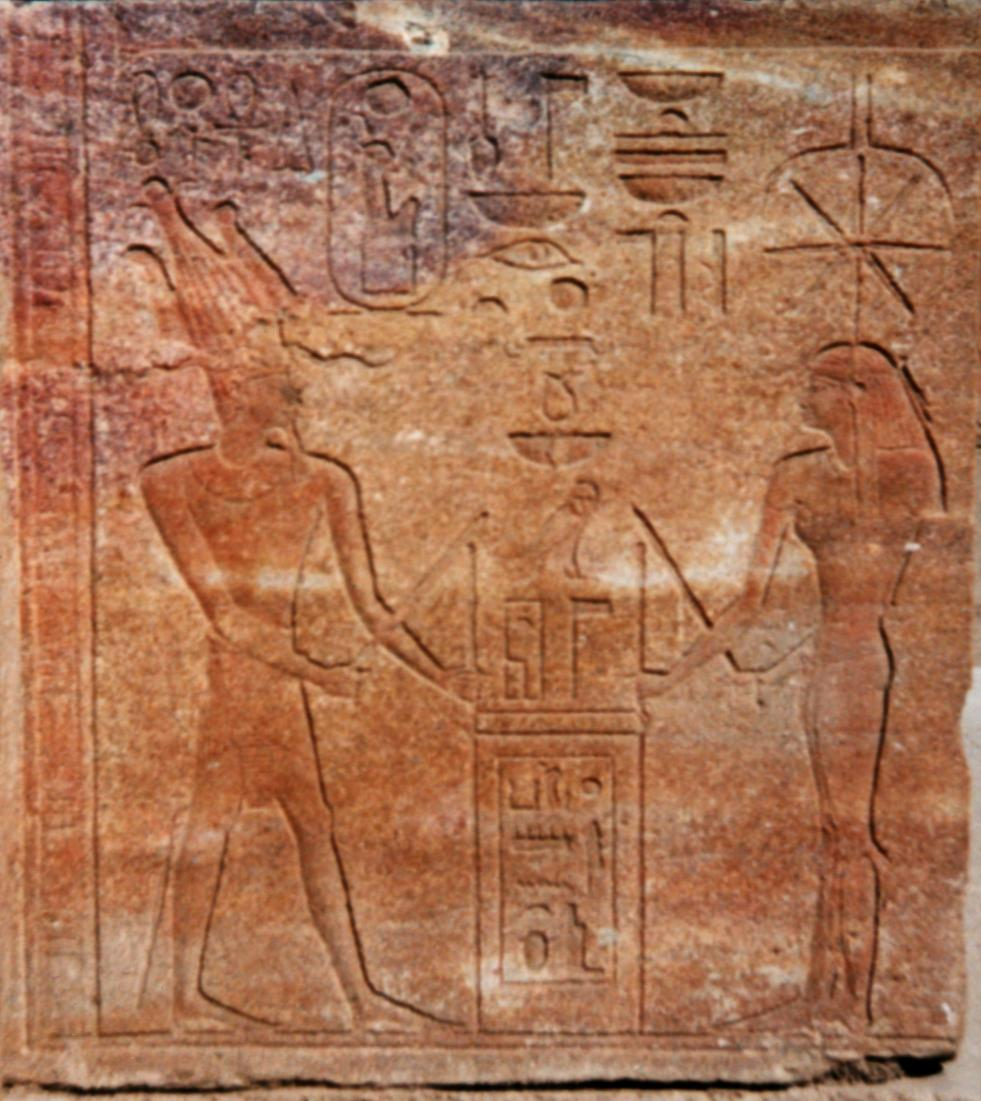
Hatshepsut, nelle vesti faraone, al cospetto di Seshat: la sovrana e la dea sono intende a piantare i picchetti per avviare la costruzione di un edificio sacro. Dai rilievi in quarzite della Cappella Rossa di Karnak.